# Cerro Sunicagua
Cerro Sunicagua är ett berg i Bolivia.   Det ligger i departementet La Paz, i den västra delen av landet, 400 km väster om huvudstaden Sucre. Toppen på Cerro Sunicagua är 4 861 meter över havet, eller 117 meter över den omgivande terrängen. Bredden vid basen är 1,8 km.
Terrängen runt Cerro Sunicagua är huvudsakligen kuperad. Runt Cerro Sunicagua är det mycket glesbefolkat, med 4 invånare per kvadratkilometer.. 
Omgivningarna runt Cerro Sunicagua är i huvudsak ett öppet busklandskap.